# Baie Chequamegon
La baie Chequamegon ou baie de Chagouamigon, est située le long du lac Supérieur dans l'État du Wisconsin aux États-Unis. 
La baie s'étend sur deux comtés, le comté de Bayfield et le comté d'Ashland.
La baie Chequamegon forme une profonde crique de 19 kilomètres à l'intérieur des terres et d'une dizaine de kilomètres de large face au lac Supérieur.
Au large de cette baie se trouve un archipel d'îles appelé îles des Apôtres. La plus proche d'entre elles de la baie Chequamegon, et l'île Madeline avec son village historique de La Pointe, ancien poste fortifié français à l'époque de la Nouvelle-France.
Côté intérieur, la baie Chequamegon est ceinturée par la forêt nationale de Chequamegon-Nicolet, zone forestière protégée.

## Histoire

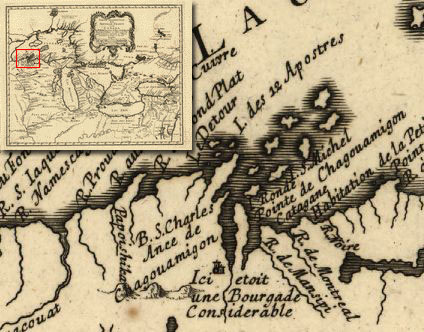
Carte de la baie de Chagouamigon de 1755 à l’époque de la Nouvelle-France.

En 1658, deux explorateurs et trappeurs français, Médard des Groseilliers et Pierre-Esprit Radisson, suivis par d'autres coureurs des bois canadiens-français. La baie est dénommée « baie de Chagouamigon ».
En 1661, René Ménard fut le premier missionnaire jésuite à arpenter dans cette contrée.
En 1665, le père Claude-Jean Allouez édifiait une première mission à cet endroit, qui deviendra le Fort La Pointe. Son successeur Jacques Marquette le remplaça en 1669. Il dénomma l'île voisine de cette baie, île Madeline.